# Arthur-von-Schmid-Haus
Das Arthur-von-Schmid-Haus ist eine Alpenvereinshütte der Sektion Graz des Österreichischen Alpenvereins in der Ankogelgruppe in den Hohen Tauern. Sie liegt auf einer Höhe von 2281 m ü. A. im Dösental oberhalb des Talortes Mallnitz. Die Hütte liegt am Ruperti-Weitwanderweg und befindet sich am Ufer des Dösener Sees.

## Geschichte

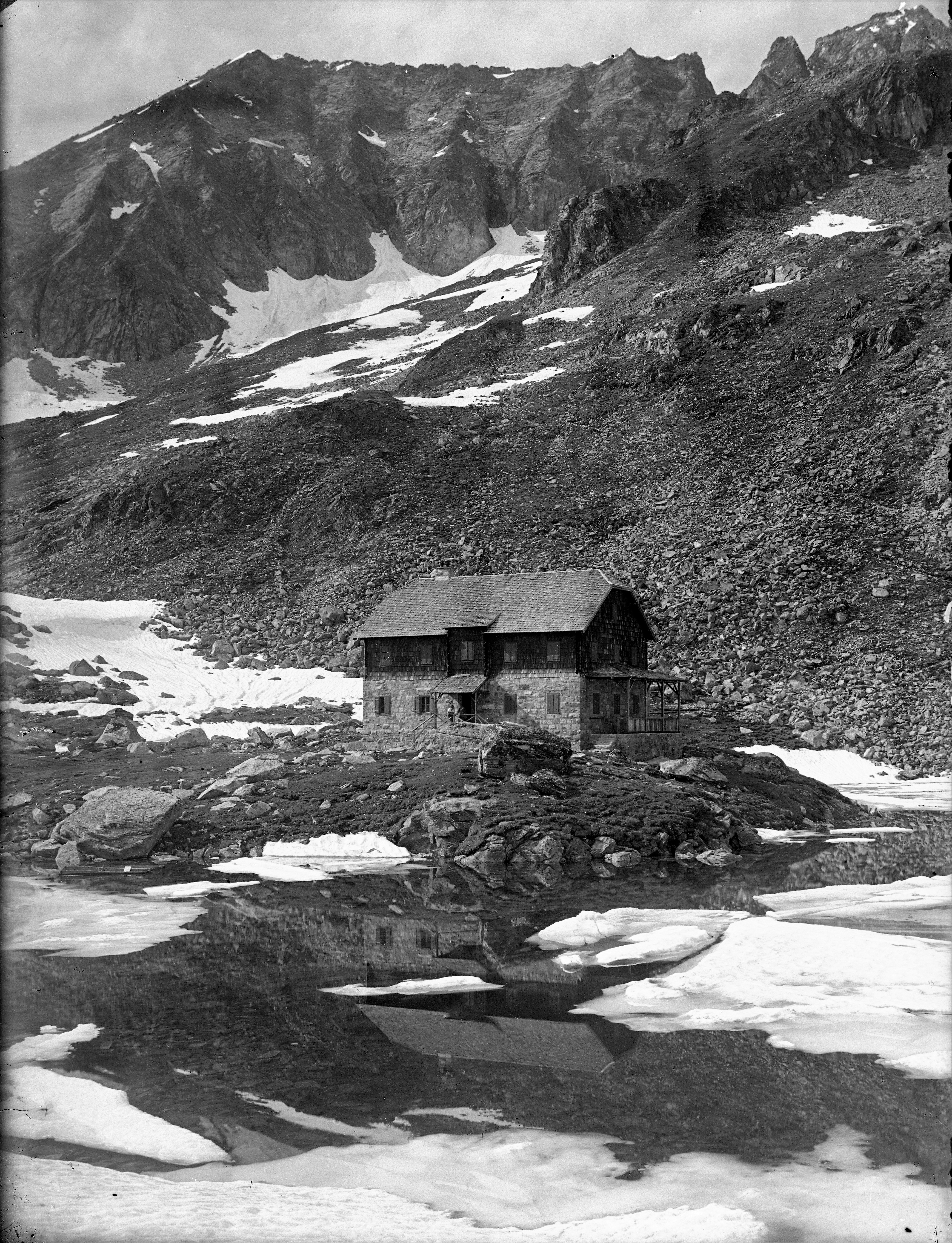
Das Arthur-von-Schmid-Haus in den 1950er-Jahren

Der ehemalige Direktor der Grazer Handelsakademie Arthur von Schmid hinterließ der Sektion Graz des Deutschen und Österreichischen Alpenvereins 1902 ein großzügiges Erbe. Die Sektion erwarb daraufhin 1905 ein Grundstück am Dösener See auf dem 1910/11 eine Schutzhütte errichtet wurde, die in Erinnerung an den Spender „Arthur-von-Schmid-Haus“ genannt wurde. Größere Renovierungs- und Erweiterungsarbeiten erfolgten 1927, 1930, 1978/79 und 2008.

## Touren

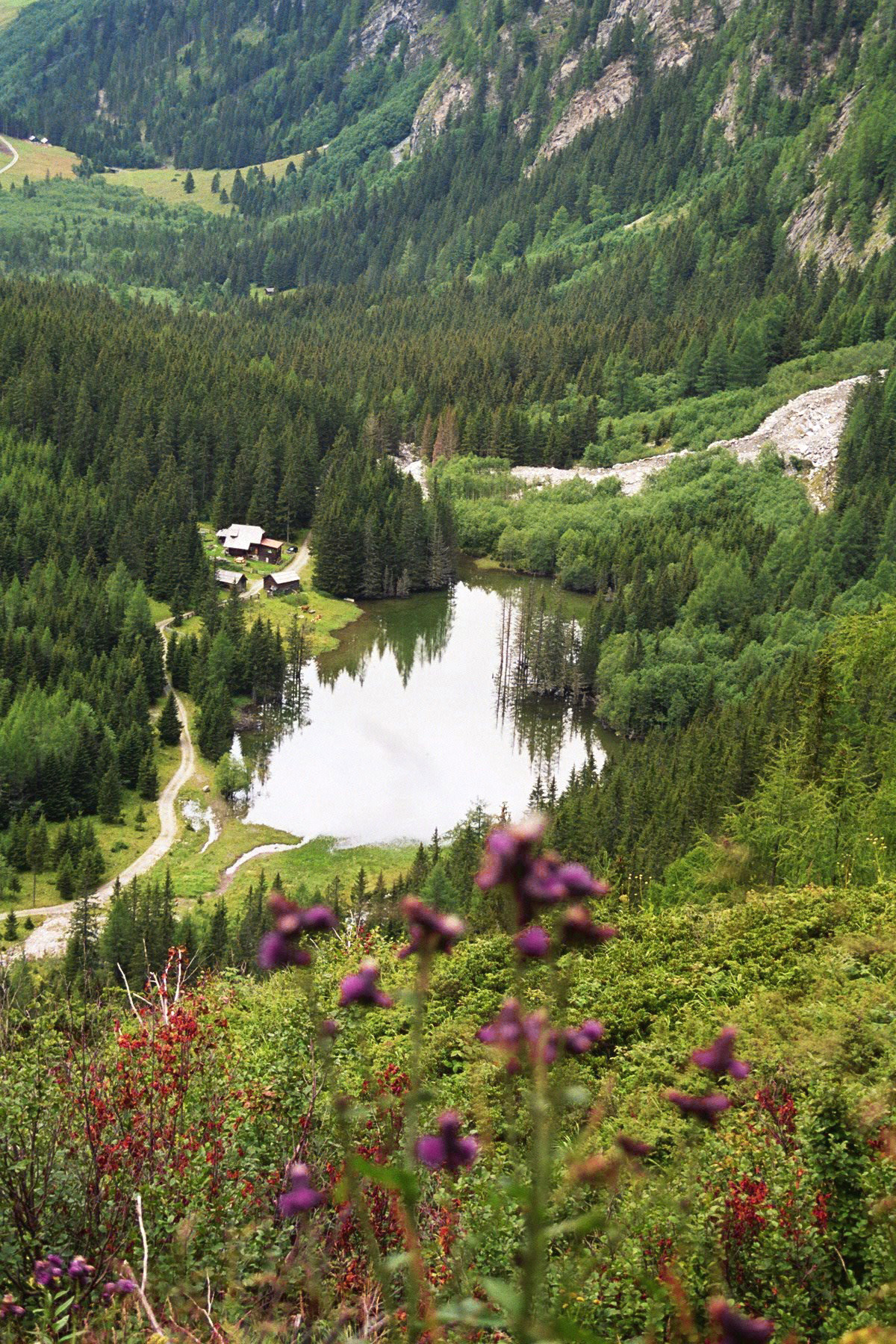
Die Konradlacke mit der Konrad-Hütte

### Aufstieg
Das Arthur-von-Schmid-Haus ist von Mallnitz aus in ca. 4½ Gehstunden gut zu erreichen. Der Aufstieg erfolgt von Mallnitz, kurz hinter dem Bahnhof, über den „Dösener Kirchweg“ ins Dösental bis zur Konrad-Hütte und Konrad-Lacke (ca. 2 bis 2½ Stunden). Nun geht es steil bergauf vorbei an der unbewirtschafteten „Dösner Hütte“. Bis zu diesem Punkt ist man von der Konrad-Hütte gut 1 bis 1½ Stunden unterwegs. Die letzte Etappe geht jetzt über ein Hochtal flach weg, bis rund 20 Minuten vor dem Ziel. Hier kommt noch einmal ein etwas steilerer Anstieg. Hat man diesen bewältigt, hat man das Ziel dieser Wanderung schon vor Augen.

### Übergänge
- Gießener Hütte (2215 m) über die Mallnitzer Scharte (2672 m), Gehzeit 2½ Stunden
- Reißeckhütte (2381 m) über das Kaponigtörl (2690 m), Gehzeit 8 Stunden
- Kaponig-Biwak (2537 m), Gehzeit 2 Stunden

### Gipfel- und Tagestouren
Das Arthur-von-Schmid-Haus ist eine ideale Ausgangsposition für Gipfel-Touren.
- Säuleck (3086 m, ca. 2½ Stunden)
- Hochalmspitze (3360 m) über den „Detmolder Grat“ (Hochalpine Tour – nur mit Erfahrung und hochalpiner Ausrüstung, ca. 6 Stunden)
- Steinerne Mandln (3125 m; mit Gletscherquerung, ca. 7 Stunden)
- Maresenspitze (2915 m; über den Duisburger Steig; Hochalpine Tour – nur mit Erfahrung und hochalpiner Ausrüstung – Steig teilweise nicht mehr vorhanden.)
- Reißeck (2965 m; über Kaponigtörl, ca. 8 Stunden).